# Decollatura

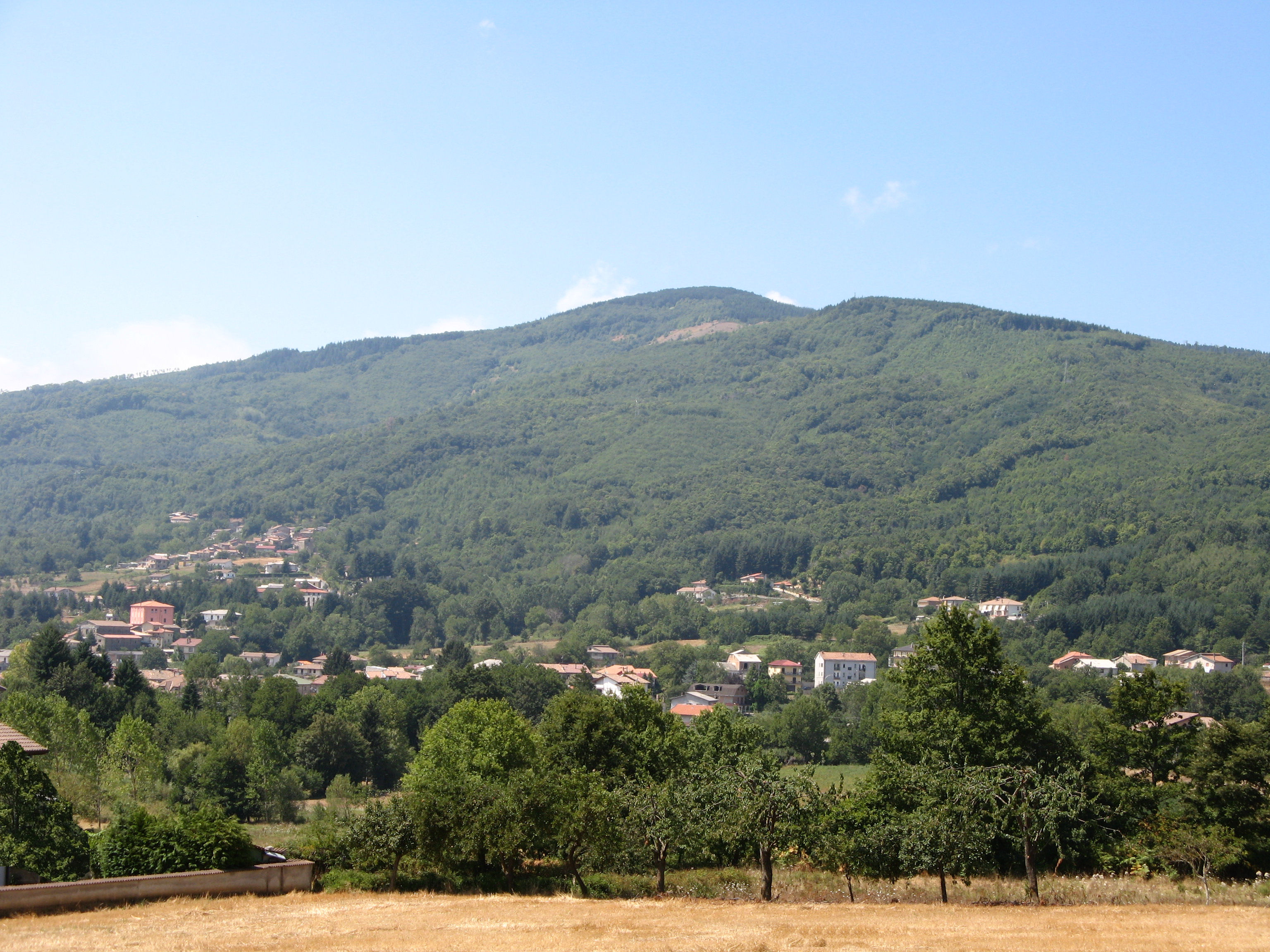
Panorama

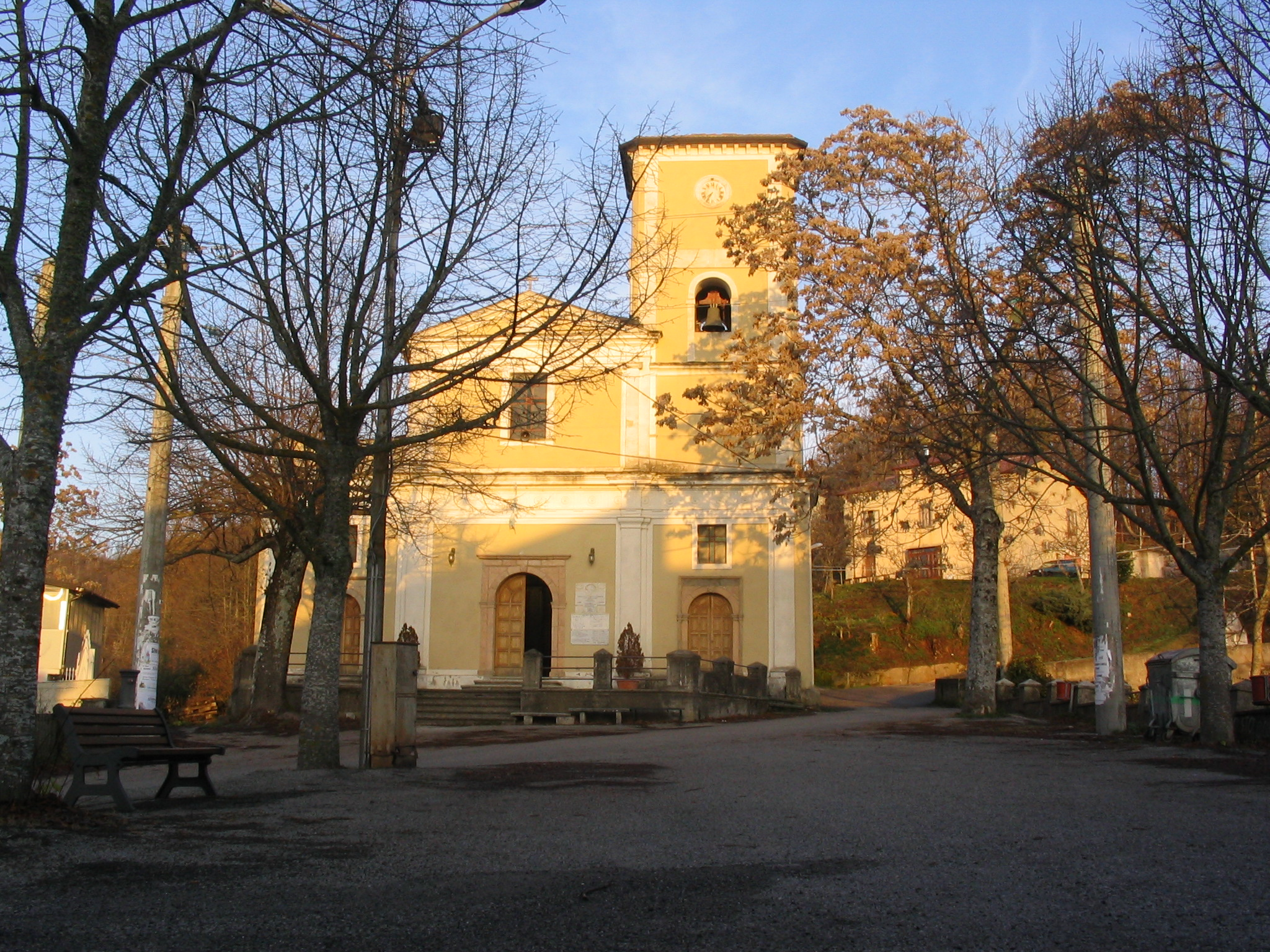
Die Kirche Adami

Decollatura ist eine italienische Gemeinde mit 2847 Einwohnern (Stand 31. Dezember 2023) in der Provinz Catanzaro, Region Kalabrien.
Das Gebiet der Gemeinde liegt auf einer Höhe von 744 m über dem Meeresspiegel und umfasst eine Fläche von 50,35 km². Die Nachbargemeinden sind Conflenti, Gimigliano, Motta Santa Lucia, Pedivigliano (CS), Platania, San Pietro Apostolo, Serrastretta und Soveria Mannelli. Die Ortsteile sind Adami, Casenove, Cerrisi, San Bernardo und Tomaini. Decollatura liegt 44 km nordwestlich von Catanzaro und hat einen Bahnhof an der Bahnstrecke Cosenza–Catanzaro.
Die Gemeinde wurde 1801 gegründet, das Gebiet gehörte zuvor zu Motta Santa Lucia.